# Жил-был я
«Жил-был я» — песня Давида Тухманова на стихи Семёна Кирсанова. Основана на стихотворении Кирсанова «Строки в скобках» из цикла «Больничная тетрадь»; вошла в первую авторскую пластинку Тухманова «Как прекрасен мир», записанную в 1972 году.

## История создания
Стихотворение было напечатано и в журнале «Знамя», и в сборнике «Зеркала» со строками «Знал соль слёз. / (Пустоту постели…)». Но, когда оно стало песней «Жил-был я», возникли проблемы. Стихотворение нашла для композитора Татьяна Сашко, его жена, которая и впоследствии подбирала мужу литературные материалы. «Строки в скобках» так понравились Тухманову, что он довольно быстро написал песню и решил сделать её центральной на своём концептуальном музыкальном альбоме. В качестве исполнителя был выбран Александр Градский, однако, когда уже предстояла запись, цензуре не понравилось упоминание о постели. От Тухманова потребовали изменить стихи; в противном случае песню не включили бы в альбом. Выйдя из Дома звукозаписи, композитор с уличного автомата позвонил домой Кирсанову, представился и изложил тому ситуацию. Кирсанов сказал: «Не хотят — как хотят». Тухманов вспоминал, что по интонации чувствовалось, как возмущён поэт. Но затем Кирсанов смягчился и попросил собеседника позвонить через две недели. Тухманов это сделал, однако Кирсанова не было дома; композитор звонил не один раз, пока не застал поэта. Тот произнёс: «„Нежилые стены“. „Нежилые стены“ вместо „пустоту постели“», и повесил трубку, хотя Тухманов собирался поблагодарить его. В том же году Кирсанов скончался.
Музыкальный критик Аркадий Петров писал в журнале «Юность», что «молодой артист не просто поёт, он ещё великолепно рассказывает сюжет — качество, которое встречается далеко не у всех эстрадных исполнителей!».

«Современная популярная музыка имеет ряд особенностей. Например, она удобнее ложится на короткие английские слова, чем на длинные русские. Правда, это неудобство можно и обойти; например, в тухмановской песне „Жил-был я…“ (на стихи С. Кирсанова) строчки состоят из коротких односложных слов: „Жил-был я…“, „В порт плыл флот…“ и так далее. Конечно, таких стихотворений в русской поэзии не слишком много. Значит, надо приспосабливаться»— А. Градский
.
А вот как реагировали на песню молодые меломаны: «Вскоре появился диск — пластинка Тухманова „Как прекрасен мир“. Сегодня её называют первым „концептуальным“ альбомом нашей эстрады. Две песни исполнил Александр Градский. „Жил-был я“… Это был, несомненно, хит, который, словно заснеженная вершина горы, возвышался над остальным музыкальным материалом диска. Купить эту пластинку было непросто, особенно у нас, в провинции. Долгое время я попросту игнорировал остальные песни альбома, сразу ставил „Жил-был я“… В журнале „Песни радио и кино“ напечатали текст и ноты этой песни. Стихи Семена Кирсанова. Какой такой Кирсанов? В школе не проходили… Видать, не прост этот Кирсанов. „Взгляд без глаз, окна без стекла…“ В этих строчках мне чудились отголоски прозы Уэллса и Саймака» (Михаил Зуев).
Александр Градский исполнил «Жил-был я» на творческом вечере Д.Тухманова в 1986 году, показанном по центральному телевидению. При исполнении Градским песни на юбилейном концерте, посвящённом шестидесятилетию Тухманова (2000), слова, которые пришлось изменить, записывая пластинку, были восстановлены. Песню также записали сам Давид Тухманов, вокально-инструментальный ансамбль «Самоцветы» (вокалист Юрий Петерсон, 1973 год), вокально-инструментальный ансамбль «Надежда» (вокалист Александр Мураев) и исполнил Григорий Лепс на юбилейном концерте, посвящённом семидесятилетию композитора. После кончины Александра Градского певец Игорь Наджиев исполнил песню в память о нём в декабре 2021 года на концерте в ЦДРИ, и в 2022 году выпустил клип на песню «Жил-был я», также посвятив его памяти Градского.